# Got 2 Luv U
Got 2 Luv U – singel Seana Paula z jego piątego albumu studyjnego Tomahawk Technique. Utwór został napisany przez Sean Paula, Ryana Teddera i Stargate. Gościnnie głosu użyczyła do tej piosenki Alexis Jordan. Singel został wydany 19 lipca 2011 roku przez wytwórnię Atlantic Records. Piosenka zajęła pierwsze miejsce w Szwajcarii, natomiast w Polsce, Belgii, Francji, Holandii uplasował się w pierwszej dziesiątce.

## Teledysk
Teledysk został nakręcony w dniu 29 sierpnia 2011 roku w Hard Rock Cafe w Las Vegas. Video zostało przesłane do serwisu YouTube 15 września 2011 r. o łącznej długości trzech minut i trzydziestu czterech sekund. Teledysk wyreżyserował Ben Mor.

## Pozycje na listach przebojów
W Polsce singel "Got 2 Luv U" po raz pierwszy pojawił się 30 lipca 2011 roku w nowościach do notowania Polish Airplay Chart. 1 października piosenka zadebiutowała w notowaniu Polish Airplay Chart na #4, a najwyższej wskoczyła na #2. miejsce. W Szwajcarii singel zadebiutował na #11, a później przez pięć tygodni znajdował się na szczycie notowania. We Francji dwa tygodnie z rzędu singel znajdował się na #4 pozycji.

## Notowania

### Listy przebojów
| Lista (2011)                          | Najwyższa pozycja |
| ------------------------------------- | ----------------- |
| Australia (ARIA)                      | 28                |
| Australia (ARIA Urban)                | 7                 |
| Austria (Ö3 Austria Top 40)           | 7                 |
| Belgia (Ultratop 50 Flandria)         | 13                |
| Belgia (Ultratop 40 Wallonia)         | 7                 |
| Finlandia (Suomen virallinen lista)   | 12                |
| Francja (SNEP)                        | 4                 |
| Hiszpania (PROMUSICAE)                | 8                 |
| Holandia (Dutch Top 40)               | 6                 |
| Kanada (Canadian Hot 100)             | 69                |
| Niemcy (Media Control Charts)         | 3                 |
| Norwegia (VG-Lista)                   | 8                 |
| Polska (Airplay Chart)                | 2                 |
| Polska (Dance Top 50)                 | 16                |
| Szkocja (The Official Charts Company) | 13                |
| Szwajcaria (Schweizer Hitparade)      | 1                 |
| Wielka Brytania (UK Singles Chart)    | 11                |

### Radiowe listy przebojów
| Lista (2011)           | Najwyższa pozycja |
| ---------------------- | ----------------- |
| RMF FM (POPLista)      | 1                 |
| RMF MAXXX (Hop Bęc)    | 1                 |
| Radio Eska (Gorąca 20) | 1                 |

## Historia wydania
| Region | Data             | Format           | Wytwórnia        |
| ------ | ---------------- | ---------------- | ---------------- |
| Świat  | 19 lipca 2011    | Digital download | Atlantic Records |
| Niemcy | 16 września 2011 | singel CD        | Atlantic Records |